# Thomas Erak
Thomas Joseph Erak (7 de marzo de 1985) es el actual guitarrista y vocalista de la banda de rock progresivo The Fall of Troy, además de haber sido guitarrista de la banda de Post-hardcore, Chiodos. Actualmente su nuevo proyecto es Just Like Vinyl, que se anunció oficialmente el 8 de julio de 2010. Este artista es apoyado por su equipo musical: Gibson USA , Orange Amplification, Ernie Ball y Nike.

## Evolución musical
Tras finalizar como guitarrista y cantante en el trío experimental de rock progresivo The Fall Of Troy e iniciar un ambicioso proyecto con Just Like Vinyl, sería confirmada su entrada oficial a Chiodos, grupo de género Post-harcore que anunciaba en enero de 2013 su entrada a través de su página oficial de Facebook.

## Equipo musical
- Guitarras:
  - Gibson V Factor, Vintage white 1967' Reissue.
  - Gibson Les Paul 2002 Standard Classic in Desert Burst.
  - Gibson SG-X in seafoam green.
  - Gibson Les Paul Standard Double Cut Plus, Rootbeer Finish, with a Seymour Duncan JB humbucker in the bridge (second of this model Erak has used).
  - Gibson Les Paul Junior 1957' Reissue (Erak stated on a forum post in early '08 that this was being used in his songwriting along with several other guitars, but it hasn't been seen on tour).
  - Gibson Les Paul Studio Baritone in Pewter Metallic.
  - Gibson SG Carved Top - Autumn Burst.
  - Fender Baritone Special HH - Used to play "Webs" live.

- Amplificadores:
  - Orange AD-140 Twin Channel Head.
  - Budda Superdrive 80 Series II Head.
  - Orange Rockerverb 100 Head.

- Speaker cabinets:
  - Two Orange PPC412 4x12" cabinets.
  - Two Budda 2x12" extension cabinets.

- Effectos de pedales
  - BOSS TU-2 Tuner.
  - Ibanez TS9 Tube Screamer.
  - Budda BudWah.
  - DigiTech Whammy Pedal
  - BOSS DD-3 Digital Delay.
  - Ernie Ball VP JR. Passive Volume Pedal.
  - Line 6 FM-4 Filter Modeler.
  - BOSS OS-2 Overdrive/Distortion.
  - Line 6 DL-4 Delay Modeler.
  - BOSS RE-20 Space Echo.
  - Orange Footswitch.
- Otros
  - SKB PS-45 Integrated Pedalboard x2.

- Datos: Q9087419
- Multimedia: Thomas Erak / Q9087419